# 史蒂芬·辛諾夫斯基
史蒂芬·傑伊·辛諾夫斯基（英語：Steven Jay Sinofsky，1965年10月6日—），生於美國紐約州紐約市，軟體工程師與經理人，曾任微軟視窗事業部總裁，在他任內，開發了Windows 7、Windows 8。

## 生平
1987年畢業於康乃爾大學，1989年於麻薩諸塞大學阿默斯特分校取得計算機科學碩士學位。在大學期間曾經學過三年俄文。
1989年7月，加入微軟，擔任軟體工程師。1994年，辛諾夫斯基加入新成立的Office部門，領導開發了Microsoft Office 95與Microsoft Office 97。接下來四年，他加入開發工具事業群。
微軟Windows 8上市之後，因使用界面改變，讓許多消費者不適應，Windows 8銷售不如預期，微軟公司飽受批評，主管Windows 8開發的史蒂芬·辛諾夫斯基被認為應該為此負責。2012年11月13日，微軟宣布辛諾夫斯基請辭，由茱莉·拉森葛林接任視窗事業部總裁。
2012年12月19日，辛诺夫斯基在Twitter上发布消息称，他正准备到哈佛商学院去教授项目管理和协作以及其他内容。同时，也宣布了自己准备写书的计划。他将在哈佛商学院写作和教授有关产品开发、规划协作等内容。